# London Calling
London Calling je tretji studijski album angleške punk rock skupine The Clash, ki je izšel konec leta 1979 pri založbi CBS Records in leto kasneje še na ameriškem tržišču. Gre za post-punk izdajo, ki vsebuje vrsto glasbenih slogov, kot so punk, reggae, rockabilly, ska, New Orleans R&B, pop, lounge jazz in hard rock, pesmi pa imajo socialne motive, kot so brezposelnost, rasni konflikti, jemanje mamil in odgovornost v odraslosti.
Deležen je bil vsesplošnega odobravanja kritikov in občinstva; uvrstil se je med deset najbolje prodajanih albumov v Združenem kraljestvu, naslovni singl »London Calling« pa med 20 največkrat predvajanih. Po vsem svetu je bilo prodanih več kot 5 milijonov izvodov, album pa je bil certificiran tudi kot platinast v ZDA. Uredništvo revije Rolling Stone ga je leta 2003 uvrstilo na osmo mesto svojega seznama petstotih najboljših albumov vseh časov.

## Izdaja
The Clash so London Calling izdali kot dvojni album, čeprav je njihova matična založba CBS sprva to zavrnila in se je ob izidu prodajal približno za ceno enojnega. Založba je sprva dala soglasje le za vključitev brezplačnega 12-inčnega singla, ki pa je do izdaje vseeno postal dodaten LP z devetimi skladbami.
Na naslovnici je znamenita fotografija basista Paula Simonona, ki razbija svoj Fender Precision Bass na odru v New Yorku med ameriško turnejo 20. septembra 1979, pisava pa namerno posnema tisto na debitantskem albumu Elvisa Presleyja.

## Seznam skladb
Vse pesmi je napisal in uglasbil Joe Strummer in Mick Jones, razen kjer je posebej označeno.
| Prva stran | Prva stran                                                     | Prva stran      | Prva stran |
| Št.        | Naslov                                                         | Glavni vokal    | Dolžina    |
| ---------- | -------------------------------------------------------------- | --------------- | ---------- |
| 1.         | „London Calling‟                                               | Strummer        | 3:19       |
| 2.         | „Brand New Cadillac‟ (izvirni avtor in izvajalec Vince Taylor) | Strummer        | 2:09       |
| 3.         | „Jimmy Jazz‟                                                   | Strummer        | 3:52       |
| 4.         | „Hateful‟                                                      | Strummer        | 2:45       |
| 5.         | „Rudie Can't Fail‟                                             | Strummer, Jones | 3:26       |

| Druga stran | Druga stran                                  | Druga stran     | Druga stran |
| Št.         | Naslov                                       | Glavni vokal    | Dolžina     |
| ----------- | -------------------------------------------- | --------------- | ----------- |
| 6.          | „Spanish Bombs‟                              | Strummer, Jones | 3:19        |
| 7.          | „The Right Profile‟                          | Strummer        | 3:56        |
| 8.          | „Lost in the Supermarket‟                    | Jones           | 3:47        |
| 9.          | „Clampdown‟                                  | Strummer, Jones | 3:49        |
| 10.         | „The Guns of Brixton‟ (napisal Paul Simonon) | Simonon         | 3:07        |

| Tretja stran | Tretja stran                                                                                | Tretja stran | Tretja stran |
| Št.          | Naslov                                                                                      | Glavni vokal | Dolžina      |
| ------------ | ------------------------------------------------------------------------------------------- | ------------ | ------------ |
| 11.          | „Wrong 'Em Boyo‟ (napisal Clive Alphonso, prva izvedba Rulers; vključuje pesem Stagger Lee) | Strummer     | 3:10         |
| 12.          | „Death or Glory‟                                                                            | Strummer     | 3:55         |
| 13.          | „Koka Kola‟                                                                                 | Strummer     | 1:46         |
| 14.          | „The Card Cheat‟ (napisali Strummer, Jones, Simonon in Topper Headon)                       | Jones        | 3:51         |

| Četrta stran | Četrta stran                                                                                             | Četrta stran | Četrta stran |
| Št.          | Naslov                                                                                                   | Glavni vokal | Dolžina      |
| ------------ | --- | ------------ | ------------ |
| 15.          | „Lover's Rock‟                                                                                           | Strummer     | 4:01         |
| 16.          | „Four Horsemen‟                                                                                          | Strummer     | 2:56         |
| 17.          | „I'm Not Down‟                                                                                           | Jones        | 3:00         |
| 18.          | „Revolution Rock‟ (napisala Jackie Edwards in Danny Ray, prva izvedba Danny Ray and the Revolutionaries) | Strummer     | 5:37         |
| 19.          | „Train in Vain‟                                                                                          | Jones        | 3:09         |

Pesem »Train in Vain« so vključili v zadnjem trenutku, zato ni napisana na ovitku prve izdaje, niti na etiketi na sami plošči, nalepka z naslovom je bila dodana le na celofanski ovitek plošče.